# Villa Franca
Villa Franca si trova sul viale Lungomare di Levante 13 a Marina di Massa.

## Storia
Come risulta dalla data iscritta sopra il portone d'ingresso, la villa fu realizzata nel 1932 su progetto del proprietario, l'ing. Francesconi, come propria abitazione.
Dal 1979 circa è ad uso di studio odontoiatrico; precedentemente era stata adibita a pensione e a quegli anni risale probabilmente la costruzione della veranda con serramenti in alluminio anodizzato che copriva la terrazza del primo piano, deturpando il prospetto principale(attualmente rimossa).
Dal 2008 al 2011 è stata sottoposta a lavori di ristrutturazione con rifacimento degli interni(impianti elettrici con domotica) e restauro delle facciate esterne.
La villa è segnalata da Giorgieri che ne fissa i termini di costruzione tra il 1929 e il 1932 e ne sottolinea lo stanco linguaggio storicistico (cfr. Giorgieri 1989, p. 82); recentemente è stata inserita negli itinerari del Liberty in Toscana come esempio "ormai sorpassato" di applicazione di elementi linguistici tipici del liberty "balneare" (Le stagioni del Liberty in Toscana, 1995, p. 89).

## Contesto urbanistico
Circondata da un giardino recintato, la villa prospetta direttamente sul lungomare; è preceduta da un incrocio stradale che interrompe la continuità del tessuto edilizio e quasi di fronte ha il disadorno slargo asfaltato della piazza Bad Kissingen, usata come parcheggio. Riproposizione di un modello già sperimentato lungo lo stesso litorale nell'edificio oggi hotel Italia e ripetuto nel 1936 nella villa Doria, l'edificio trova la sua qualificazione architettonica nella torretta angolare e nell'ampia terrazza al primo piano sotto la quale si apre il portico d'ingresso. Rispetto ai due esempi citati, la villa Franca si differenzia per un più abbondante uso di elementi decorativi oscillanti fra gli anacronistici richiami al neomedievale e al neorinascimentale, adottati anche nel trattamento degli interni dove non mancano tuttavia episodi di una certa originalità ed eleganza.

## Descrizione
A pianta quadrata con i due avancorpi della torretta, in angolo, e della terrazza del primo piano, l'edificio è circondato da un giardino che conserva la sistemazione originale ed è delimitato da una recinzione in ferro battuto su un muretto di mattoni a vista; la cancellata di accesso è inquadrata da due pilastri in cemento con la scritta "Villa Franca" di chiara eco liberty.
Si eleva su due piani fuori terra oltre un seminterrato mentre la torretta sale di un ulteriore livello; è coperta a tetto, con una ampia gronda sostenuta da mensole in cemento decorate da Atlanti. Sembra che gli artigiani locali attivi nella costruzione siano effigiati negli Atlanti.
Il trattamento dei fronti è affidato all'accostamento del laterizio a vista, del cemento e dell'intonaco, in un coerente insieme coloristico.
Al piano terra i prospetti sono scanditi da pilastri in laterizio accoppiati, collegati da un'alta fascia - sorta di trabeazione geometrizzata - posta all'altezza dell'imposta delle arcate, con ghiera in laterizio e cornice superiore modanata, che contengono le aperture a bifora con colonnina centrale, arcatelle in mattoni e cemento e lunetta decorata con stemmi di impronta neorinascimentale, attualmente ben leggibili solo nelle bifore del portico (stemmi di Massa e di Carrara).
Oltre la trabeazione, fino all'altezza dei davanzali delle finestre del primo piano, la parete è rivestita con fasce orizzontali di cemento, a mo' di bugnato liscio e continuo.
Al primo piano la scansione dei fronti è data da coppie di lesene corinzie scanalate, sostenute e collegate da archetti pensili in laterizio sotto le cornici di base e di coronamento; le aperture sono riproposte identiche a quelle del piano inferiore.
Ricorsi verticali in laterizio segnano gli spigoli della costruzione e, nella torretta, lo scatto delle bifore, suggerendo da lontano un'impressione di maggiore verticalismo.
Sotto la terrazza del primo piano, disposta ad angolo con raccordo curvo e sostenuta da pilastri corinzi scanalati e da colonne accoppiate con capitelli floreali, si apre il portico d'ingresso, cui si accede tramite due brevi scalinate laterali parallele ai fronti. Il soffitto è decorato con spartizioni geometriche incorniciate a stucco; le balaustre sono in colonnine di cemento intervallate da plinti.
L'impaginazione del fronte principale, scandito da una apertura centrale e due bifore laterali e precedentemente deturpata dalla veranda in alluminio anodizzato che chiude la terrazza del primo piano(attualmente rimossa). Rimane visibile il piano sottotetto sottolineato dalla trabeazione delle quattro lesene che tripartiscono la parete sottostante, oltre i cui capitelli si impostano le mensole di sostegno della gronda.

## Interno
L'interno è distribuito intorno al vano scala rettangolare, posto sulla linea mediana dell'impianto e avanzato all'esterno sulla parete Sud. Le pareti del vano, illuminato dalle ampie bifore con infissi e pannellature originali in legno verniciato, sono decorate da una zoccolatura con motivi geometrici a graffito e la scala a due rampe è a sbalzo, con gradini in marmo sagomati, collegati dalla ringhiera originale in ferro con corrimano in legno.
Il soffitto è rivestito in legno a cassettoni dipinti con motivi geometrici e floreali neo-medievaleggianti che sul pianerottolo di arrivo sono ripetuti nella fascia perimetrale della campitura in tempera azzurra.
La cura decorativa espressa nel vano scala non viene meno nel trattamento degli altri ambienti: le pavimentazioni originali, quasi totalmente conservate, sono in piastrelle di graniglia colorata e in mosaico di ceramica, disposti a motivi geometrici con fascia di rigiro; alcuni ambienti sono pavimentati in cemento colorato direttamente gettato in opera, mentre l'ex-cucina, dotata anche di una entrata indipendente sul retro, è pavimentata e rivestita in marmo. La contigua ex-dispensa, oggi adattata a servizio igienico, conserva le mensole in ferro di sostegno dei ripiani, decorate all'estremità da piccole protome maschili.
Quasi tutte le stanze presentano inoltre i soffitti decorati a settori geometrici incorniciati in stucco e dipinti a tempera con campiture piene, motivi floreali e geometrici e, in un caso, con figure femminili.
L'ambiente più notevole è il salone al primo piano, corrispondente all'ingresso e al salotto del piano terreno, che conserva il pavimento in mosaico di ceramica, una fascia perimetrale in alto dipinta con stemmi, motivi vegetali e nastri e la decorazione del soffitto a cassettoni colorati, spartiti da cornici e decorati con rosette centrali in stucco.